# Janez Sumper
Janez Sumper, slovenski rimskokatoliški duhovnik, čebelar, nabožni pisec in narodnoobrambni delavec, * 11. december 1827, Loče pri Šentilju ob Dravi, † 18. januar 1888, Skočidol.

## Življenje in delo
Rodil se je očetu kmetu Jerneju in materi Mariji (rojeni Pahernik). Po končani gimnaziji je študiral bogoslovje v Celovcu, kjer je bil leta 1851 posvečen. V tem času so mu celovški Slovenci, kot začasnemu učitelju slovenščine, izdali prigodnico Na slavu Janezu Sumperju.  Bil je kaplan v Šentilju ob Dravi, provizor v Rožeku in Sedlicah, zakristan na Višarjih, kaplan v Špartjanu,  Peravi in v Beljaku ter od 1861 do smrti župnik v Skočidolu. Občina mu je po smrti postavila nagrobni spomenik, ki je bil leta 1927 obnovljen. Kot bogoslovec je nadomestoval Antona Janežiča pri pouku slovenščine, leta 1850 pa mu je pomagal pri sestavljanju nemško-slovenskega slovarja. Prizadeval si je za utrjevanje slovenščine na Koroškem, bil je med ustanovitelji katoliško-politične družbe za slovenske Korošce, leta 1880 pa je v Skočidolu pripravil velik ljudski tabor. Za Slomškovo Djanje svetnikov božjih je napisal več sestavkov, leta 1860 pa je izdal knjižico Višarski roman. Kot izkušen čebelar je leta 1871 napisal Slovenski Bučelarček, ki velja za prvi slovenski čebelarski priročnik. Izdelal je tudi poseben skočidolski panj, za katerega so značilne navadne in polovične naklade ter pregrade zoper divjo gradnjo satovja. Leta 2019 so mu v njegovi rodni vasi postavili spominsko ploščo.